# Warmeloh
Warmeloh ist ein Teil des Ortsteils Esperke der Stadt Neustadt am Rübenberge in der Region Hannover in Niedersachsen.

## Geografie
Das Dorf Warmeloh liegt östlich der Leine und wird von der L 193 durchquert.

## Geschichte
Die erste urkundliche Erwähnung ist unter dem Namen Warmloh für das Jahr 1250 belegt. Der Ort gehörte später erst zum Goh Stöcken, dann zur Vogtei Stöcken. 1928 wurde Warmeloh nach Esperke eingemeindet. Die Gemeinde Esperke verlor am 1. März 1974 ihre politische Selbständigkeit und wurde ein Ortsteil von Neustadt am Rübenberge.

## Politik

### Ortsrat
Der gemeinsame Ortsrat von Esperke/Warmeloh, Helstorf, Luttmersen und Vesbeck setzt sich aus drei Ratsfrauen und acht Ratsherren zusammen. Im Ortsrat befinden sich zusätzlich 19 beratende Mitglieder.
Sitzverteilung:
- CDU: 6 Sitze
- SPD: 4 Sitze
- Freie Demokratische Partei: 1 Sitz

(Stand: Kommunalwahl 12. September 2021)

### Ortsbürgermeister
Die Ortsbürgermeisterin ist Silvia Luft (CDU). Ihr Stellvertreter ist Hans-Peter Matthies (SPD).

### Ortsbürgermeisterin
Die Ortsbürgermeisterin ist Silvia Luft (CDU). Ihr Stellvertreter ist Hans-Peter Matthies (SPD).

## Kultur und Sehenswürdigkeiten

### Natur- und Landschaftsschutzgebiete
- Das Naturschutzgebiet „Blankes Flat“ ist ein Moorsee mit sonst selten vorkommender Tier- und Pflanzenwelt
- Landschaftsschutzgebiet Warmeloher Heide (LSG H 00028)